# Clau precompartida
En criptografia, una clau precompartida o PSK (en anglès pre-shared key) és una clau secreta compartida amb anterioritat entre les dues parts usant algun canal segur abans que s'utilitzi. Per crear una clau de secret compartit, s'ha d'utilitzar la funció de derivació de claus. Aquests sistemes utilitzen gairebé sempre algorismes criptogràfics de clau simètrica. El terme PSK es fa servir en xifrat Wi-Fi com WEP o WPA, on tant el punt d'accés sense fils (AP) com tots els clients comparteixen la mateixa clau.
Les característiques d'aquest secret o clau són determinades pel sistema que utilitza. Alguns dissenys de sistemes requereixen que aquestes claus estiguin en un format particular. Pot ser una Clau com «bret13i», una frase de pas com «obri cadabra», o una cadena hexadecimal com «65E4 E556 8622 EEE1». El secret és usat per tots els sistemes implicats en els processos de xifrat utilitzats per protegir el trànsit entre els sistemes.
Igual que en tots els casos de sistema de xifrat basant-se en una o més claus confidencials, la clau o claus que han de ser prou difícils d'atacar. Un atac en particular és sempre possible enfront de les claus, l'atac de força bruta. Una clau prou llarga, triada a l'atzar, pot resistir a qualsevol atac pràctic de força bruta, encara que teòricament seria possible vulnerar -si un atacant tingués el poder de computació suficient. Inevitablement, però, les claus pre-compartides es manegen per ambdues parts en la comunicació, pel que pot veure compromesa en un extrem sense el coneixement de ningú a l'altre extrem.
Hi ha diverses eines disponibles per ajudar a triar una clau forta, encara que fer-ho a través de qualsevol connexió de xarxa és inherentment insegur, ja que un no pot, en general, saber si algú està espiant la conversa. S'ha d'evitar qualsevol patró en l'elecció de les claus que pels algorismes criptogràfics, ja que un patró pot permetre a un atacant un menor esforç en un atac de cerca per força bruta. Això implica elecció de clau l'atzar per obligar els atacants a fer un esforç tan gran com sigui possible, això és molt difícil en teoria i en la pràctica. Com a regla general, s'ha d'evitar qualsevol programa de programari excepte un generador de nombres pseudo-aleatoris criptogràficament segur.